# Richie Porte
Richard Julian „Richie” Porte (ur. 30 stycznia 1985 w Launceston) – australijski kolarz szosowy. Olimpijczyk (2016 i 2020).

## Osiągnięcia
Opracowano na podstawie:

2008
- 1. miejsce na 2. etapie Tour of Wellington

2009
- 3. miejsce w mistrzostwach Australii (jazda indywidualna na czas)
- 1. miejsce na 2. etapie Giro della Regione Friuli Venezia Giulia
- 3. miejsce w Coppa della Pace
- 1. miejsce na 4. etapie Giro Ciclistico d’Italia
- 1. miejsce w Gran Premio Città di Felino

2010
- 1. miejsce na 3. etapie Tour de Romandie
- 7. miejsce w Giro d'Italia
  - 1. miejsce w klasyfikacji młodzieżowej

2011
- 1. miejsce na 4. etapie Vuelta a Castilla y León
- 1. miejsce na 5. etapie Danmark Rundt

2012
- 3. miejsce w mistrzostwach Australii (start wspólny)
- 1. miejsce w Volta ao Algarve
  - 1. miejsce na 3. etapie

2013
- 1. miejsce w Paryż-Nicea
  - 1. miejsce na 5. i 7. etapie
- 2. miejsce w Critérium International
  - 1. miejsce na 2. etapie
- 2. miejsce w Vuelta al País Vasco
  - 1. miejsce na 5. etapie
- 2. miejsce w Critérium du Dauphiné
- 3. miejsce w mistrzostwach świata (jazda drużynowa na czas)

2014
- 3. miejsce w mistrzostwach Australii (start wspólny)
- 1. miejsce na 5. etapie Tour Down Under
- 2. miejsce w Vuelta a Andalucía

2015
- 1. miejsce w mistrzostwach Australii (jazda indywidualna na czas)
- 2. miejsce w Tour Down Under
  - 1. miejsce na 5. etapie
- 1. miejsce w klasyfikacji górskiej Volta ao Algarve
  - 1. miejsce na 4. etapie
- 1. miejsce w Paryż-Nicea
  - 1. miejsce na 4. i 7. etapie
- 1. miejsce w Volta a Catalunya
- 1. miejsce w Giro del Trentino
  - 1. miejsce na 2. etapie

2016
- 2. miejsce w mistrzostwach Australii (jazda indywidualna na czas)
- 2. miejsce w Tour Down Under
  - 1. miejsce na 5. etapie
- 3. miejsce w Paryż-Nicea
- 5. miejsce w Tour de France

2017
- 1. miejsce w Tour Down Under
  - 1. miejsce na 2. i 5. etapie
- 1. miejsce na 7. etapie Paryż-Nicea
- 1. miejsce w Tour de Romandie
- 2. miejsce w Critérium du Dauphiné
  - 1. miejsce na 4. etapie

2018
- 3. miejsce w mistrzostwach Australii (jazda indywidualna na czas)
- 2. miejsce w Tour Down Under
  - 1. miejsce na 5. etapie
- 3. miejsce w Tour de Romandie
- 1. miejsce w Tour de Suisse
  - 1. miejsce na 1. etapie (jazda drużynowa na czas)
- 1. miejsce na 3. etapie Tour de France (jazda drużynowa na czas)

2019
- 2. miejsce w Tour Down Under
  - 1. miejsce na 6. etapie

2020
- 1. miejsce w Tour Down Under
  - 1. miejsce na 3. etapie
- 3. miejsce w Tour des Alpes-Maritimes et du Var
- 2. miejsce w Mont Ventoux Dénivelé Challenge
- 3. miejsce w Tour de France

2021
- 2. miejsce w Volta Ciclista a Catalunya
- 2. miejsce w Tour de Romandie
- 1. miejsce w Critérium du Dauphiné
- 1. miejsce na 3. etapie Tour of Britain (jazda drużynowa na czas)

## Rankingi
| Rok                | 2009 | 2010 | 2011 | 2012 | 2013 | 2014 | 2015 | 2016 | 2017 | 2018  | 2019 | 2020 | 2021 | 2022 |
| ------------------ | ---- | ---- | ---- | ---- | ---- | ---- | ---- | ---- | ---- | ----- | ---- | ---- | ---- | ---- |
| UCI World Calendar | -    | 34.  |      |      |      |      |      |      |      |       |      |      |      |      |
| UCI World Tour     |      |      | 150. | 64.  | 10.  | 74.  | 11.  | 7.   | 12.  | 25.   |      |      |      |      |
| World Ranking      |      |      |      |      |      |      |      | 15.  | 19.  | 37.   | 85.  | 7.   | 29.  | 223. |
| UCI Europe Tour    | 207. |      |      |      |      |      |      | -    | -    | 1680. |      |      |      |      |
| UCI Asia Tour      | 191. |      |      |      |      |      |      | -    | -    | 607.  |      |      |      |      |
| UCI Oceania Tour   | 16.  |      |      |      |      |      |      | 51.  | -    | 51.   | 6.   | 1.   | 1.   | 16.  |
|                    |      |      |      |      |      |      |      |      |      |       |      |      |      |      |
| Źródło: UCI        |      |      |      |      |      |      |      |      |      |       |      |      |      |      |